# Gelbsteißbülbül
Der Gelbsteißbülbül (Pycnonotus xanthopygos) oder Vallombrosa-Bülbül ist ein Singvogel der Gattung der Echten Bülbüls (Pycnonotus) aus der Familie der Bülbüls (Pycnonotidae), der im Süden der Türkei und in weiten Teilen des Nahen Ostens verbreitet ist. Es sind keine Unterarten bekannt, die Art gilt daher als monotypisch. 

## Aussehen
Der Gelbsteißbülbül ist leicht an seinem gelben Steiß und der schwarzen Gesichtsmaske zu erkennen, die sich deutlich vom graubraunen Brust- und Mantelgefieder abhebt. Charakteristisch ist außerdem der weißliche Augenring. Die relativ langen Schwanzfedern weisen eine feine weiße Umrandung auf. Beide Geschlechter ähneln sich. Bei Jungvögeln ist die Färbung der Kopffedern braun und der Augenring noch nicht so deutlich ausgeprägt. Die Vögel werden mit einer Länge von 19 Zentimetern etwa drosselgroß.

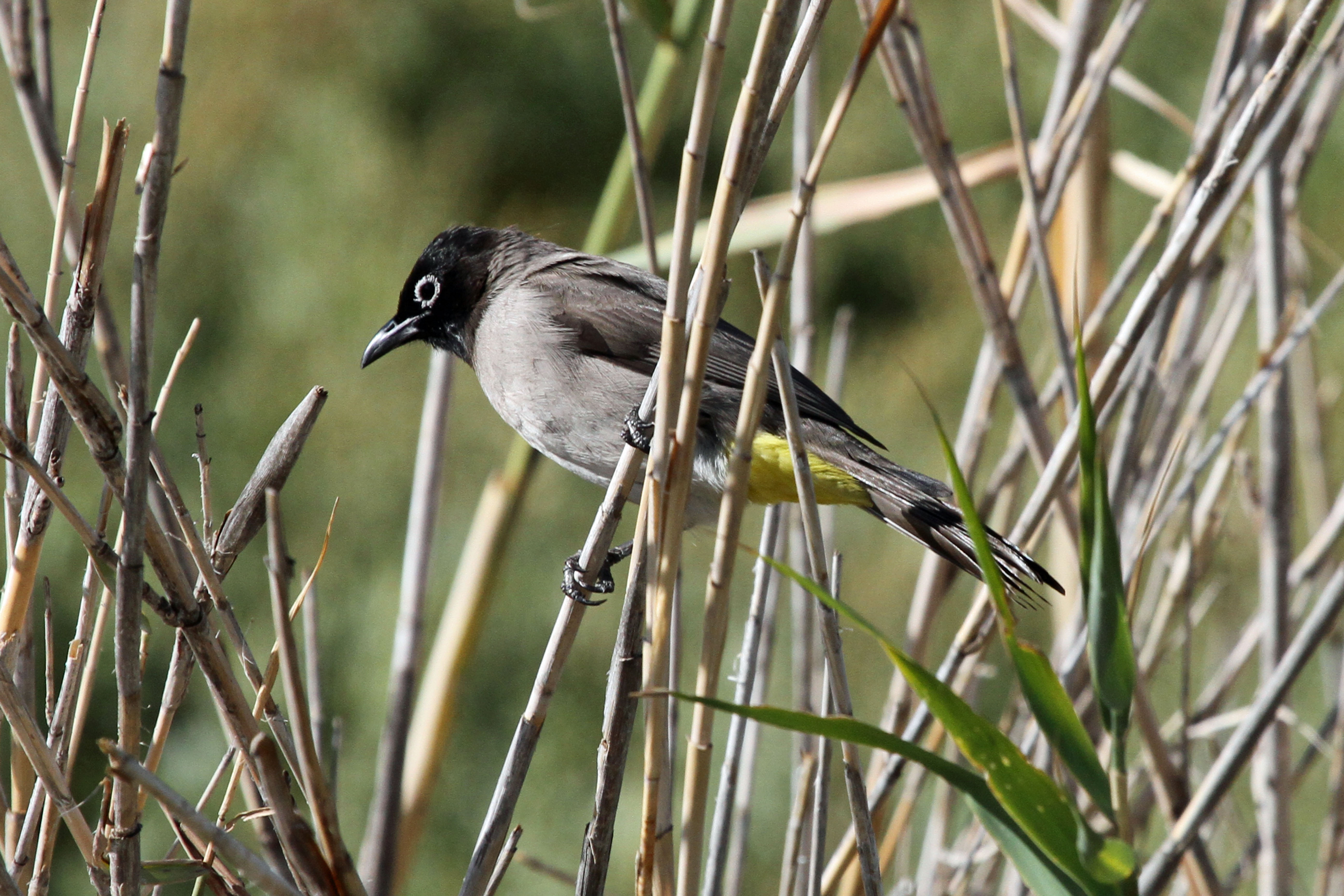
Gelbsteißbülbül in Israel

## Verbreitung

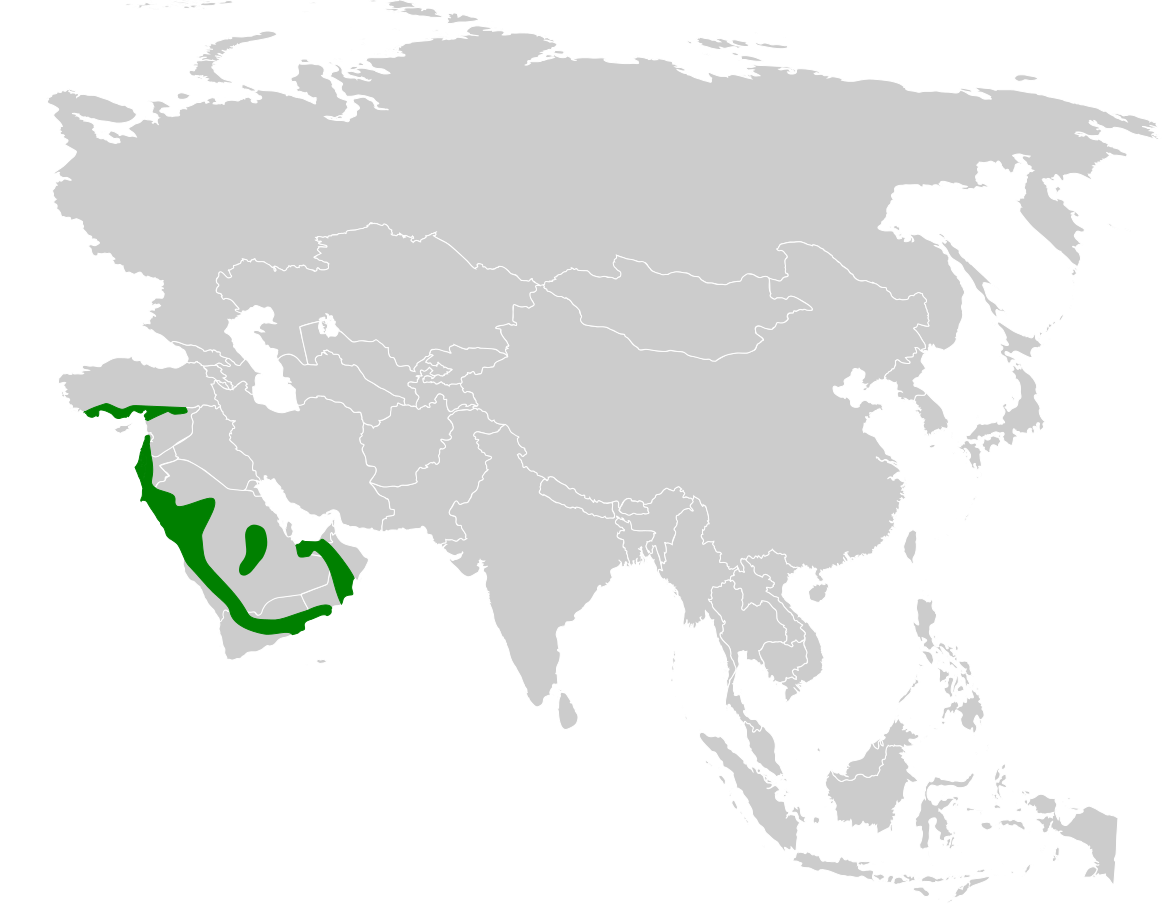
Verbreitung des Gelbsteißbülbüls

Das Verbreitungsgebiet des Gelbsteißbülbüls befindet sich im Nahen Osten und umfasst die südliche Mittelmeerküste der Türkei, den Westen Syriens, den Libanon, Israel, den Westen Jordaniens und die Sinai-Halbinsel. Außerdem ist die Art im westlichen und zentralen Irak sowie im Westen von Saudi-Arabien, in den Vereinigten Arabischen Emiraten, im Jemen und dem nördlichen und südwestlichen Oman anzutreffen.
In weiten Teilen seines Verbreitungsgebietes ist der Gelbsteißbülbül ein häufiger Vogel. Er hält sich gerne in Palmenhainen, Gärten und Parks oder Anpflanzungen mit Buschwerk und niedrigen Bäumen auf. Manchmal ist der Gelbsteißbülbül auch in Wadis mit Vegetation anzutreffen.
Studien in den Küstenregionen Anatoliens ergaben, dass eine Arealausweitung im Westen des Verbreitungsgebietes bis zu der Ortschaft Gelemiş (in der Nähe der antiken Stadt Patara) stattgefunden hat. Die gleiche Studie ermittelte außerdem, dass die Art außerhalb der Brutsaison auch in höheren Lagen bis in 1260 Metern zu finden ist. Mit Beginn des Winters ziehen die Vögel im Zuge saisonaler Wanderungen wieder in niedrigere Lagen an der Küste.

## Ernährung
Der Gelbsteißbülbül ernährt sich omnivor sowohl von kleinen Wirbellosen und Insekten als auch von Früchten und anderer pflanzlicher Nahrung wie Samen, Blüten oder jungen Knospen. Einer Studie in der Region Antalya zufolge ändert sich die Zusammensetzung der Nahrung dabei jahreszeitlich bedingt. Während in den Wintermonaten Januar bis März vor allem Gemüse, Samen und Winterfrüchte konsumiert wurden, bestand die Kost zwischen März und Mai fast ausschließlich aus tierischen Nährstoffen. In den darauffolgenden Monaten bis August wurden sowohl pflanzliche als auch tierische Nährstoffe aufgenommen. Anschließend stieg erneut der Anteil pflanzlicher Nährstoffe in der Nahrung. Die Zunahme tierischer Nährstoffe in der Nahrungsaufnahme fällt dabei mit dem Beginn der Brutperiode zwischen März und August zusammen. Die Insekten werden zumeist im Flug gefangen, die Jagdmethode ähnelt dabei derjenigen der Bienenfresser.

## Systematik
Die Art Gelbsteißbülbül bildet eine Sammelart mit dem Graubülbül (P. barbatus), dem Maskenbülbül (Pycnonotus nigricans), dem in Südafrika verbreiteten Kapbülbül (P. capensis),  Weißohrbülbül (P. leucotis) und dem in Nordindien und Nepal beheimateten Himalajabülbül (P. leucogenys). Früher wurde der Gelbsteißbülbül mit dem in Afrika vorkommenden Graubülbül (Pycnonotus barbatus) als konspezifisch betrachtet. Es sind jedoch keine Hybriden der beiden Arten bekannt. Auch die Verbreitungsgebiete überlappen sich nicht.